# Lord-lieutenant des Midlands de l'Ouest
Ceci est une liste de personnes qui ont servi en tant que Lord Lieutenant du West Midlands depuis la création de l'office le 1er avril 1974 :
- Charles Ian Finch-Knightley, 11e Comte de Aylesford, 1er avril 1974 – 1993[1]
- Sir Robert Richard Taylor, 16 décembre 1993 – 2007[2]
- Paul Sabapathy, CBE, 2007–2015[3],[4]
- John Crabtree, OBE, 3 janvier 2017 – présent[5]